# Anoplonida patae
Anoplonida patae is een tienpotigensoort uit de familie van de Munididae. De wetenschappelijke naam van de soort is voor het eerst geldig gepubliceerd in 2006 door MacPherson & Baba.